# Olena Krasovska
Olena Anatolijivna Ovtsjarova-Krasovska (Oekraïens: Олена Анатоліївна Овчарова-Красовська), geboren als Olena Ovtsjarova (Kiev, 17 augustus 1976) is een Oekraïense hordeloopster, die is gespecialiseerd in de 100 m horden. Ze is meervoudig Oekraïens kampioene in deze discipline. Ook nam ze driemaal deel aan de Olympische Spelen en won bij die gelegenheden geen medailles.

## Biografie
Haar eerste succes behaalde Krasovska in 1995 met het winnen van de 100 m horden op de Oekraïense kampioenschappen. Dat jaar behaalde ze ook zilver bij de Europacup-wedstrijd in het Franse Villeneuve-d'Ascq en was van de partij tijdens de wereldkampioenschappen in Göteborg. In het Ullevi-stadion sneuvelde ze met 13,18 s in de kwalificatieronde.
Het jaar erop maakte Olena Ovcharova-Krasovska op de Olympische Spelen van Atlanta haar olympische debuut. Ze nam alleen deel aan de 100 m horden en sneuvelde in de kwartfinale met een tijd van 13,16. Vier jaar later op de Olympische Spelen van Sydney nam ze naast de 100 m horden deel aan de 4 x 100 m estafette. Op de 100 m horden drong zij door tot de halve finale, maar haar 13,02 was niet voldoende om te mogen starten in de finale. Op het estafettenummer werd ze met 43,31 eveneens voor de finale uitgeschakeld.
In 2002 werd ze tweede op het Europees kampioenschap in München in 12,88 achter de Spaanse Glory Alozie (goud) en voor de Bulgaarse Yana Kasova (brons).
Op de Olympische Spelen van 2004 in Athene leverde Krasovska de grootste prestatie van haar atletiekcarrière. Op de 100 m horden drong ze door tot de finale en won hierbij een zilveren medaille. Met een persoonlijke recordtijd van 12,45 finishte ze achter de Amerikaanse Joanna Hayes (goud; 12,37) en voor de Amerikaanse Melissa Morrison (brons; 12,45). Dat jaar werd ze tevens vijfde bij de wereldatletiekfinale.
Krasovska is getrouwd in 1993 en werd in 2006 moeder van een dochter (Ewa).

## Titels
- Oekraïens kampioene 100 m horden - 1995, 1998, 1999, 2000, 2001, 2002, 2003, 2004

## Persoonlijke records
Outdoor
| Onderdeel    | Prestatie | Datum            | Plaats   |
| ------------ | --------- | ---------------- | -------- |
| 100 m        | 11,53 s   | 25 mei 2002      | Kiev     |
| 100 m horden | 12,45 s   | 24 augustus 2004 | Athene   |
| verspringen  | 5,99 m    | 10 juni 1999     | Helsinki |

Indoor
| Onderdeel   | Prestatie | Datum            | Plaats       |
| ----------- | --------- | ---------------- | ------------ |
| 60 m        | 7,35 s    | 19 januari 2001  | Kiev         |
| 100 m       | 11,83 s   | 9 februari 1999  | Tampere      |
| 50 m horden | 6,98 s    | 4 maart 2001     | Sindelfingen |
| 60 m horden | 8,01 s    | 16 februari 2000 | Kiev         |
| verspringen | 6,52 m    | 7 februari 1999  | Lvov         |

## Palmares

### 60 m
- 1997:  EK indoor - 8,03 s

### 60 m horden
- 1997: 3e in serie WK indoor - 8,28 s
- 2000:  EK indoor - 7,88 s
- 2001: 6e in ½ fin. WK indoor - 8,15 s

### 100 m horden
Kampioenschappen
- 1995: 4e in serie WK - 13,18 s
- 1995:  Europacup - 12,88 s
- 1996: 8e in ¼ fin. OS - 13,16 s
- 2000: 7e in ¼ fin. OS - 13,02 s
- 2001: 7e in serie WK - 13,30 s
- 2002:  EK - 12,88 s
- 2002: 8e Grand Prix Finale - 13,34 s
- 2002: 4e Wereldbeker - 13,07 s
- 2003: 5e in serie WK - 13,31 s
- 2004:  Europacup - 12,78 s
- 2004:  OS - 12,45 s
- 2004: 5e Wereldatletiekfinale - 12,69 s
- 2005: 4e in ½ fin. WK - 12,85 s

Golden League-podiumplek
- 2004:  ISTAF – 12,66 s